# 多花山矾
多花山矾（学名：Symplocos ramosissima）为山矾科山矾属下的一个种。

## 扩展阅读
- 維基物種上的相關：多花山矾